# Больдогкёваралья
Болдогкёваралья венг. Boldogkőváralja — село в Северовенгерских горах, около границы с Кошицким краем Словакии.

## География
Расположено в долине Горнад к западу от горного массива Земплинске-Врхи, примерно в 52 км северо-восточнее г. Мишкольц.

## История
История села тесно связана с замком Boldogkő, рядом с которым оно развивалось. Элек Фень, венгерский статистик и географ, приводит старое славянское название села: Подболдок. Замок в первый раз упоминается в письме 1282 г. как Castrum Boldua; он представлял собой одну из крепостей, которые были созданы вдоль северных границ Венгерского королевства после западного похода монголов. В начале XIX века село получило статус города, венг. Mezőváros с правом заниматься торговлей.

## Демография
Согласно переписи 2011 г., село имело следующий этнический и религиозный состав.
Этнические группы
венгры 86,1 %; ромы 14,3 %; русины 2,3 %; (не дали ответа 13,9 %)
Вера
Римские католики 43,8 %; греко-католики 8,3 %; реформаты 3,9 %; евангелисты 0,1 %; другие конфессии 0,3 %; атеисты 5,6 %; (не дали ответа 32 %)
Исторически в селе также жили евреи, которые были уничтожены во время 2-й мировой войны.

## Известные жители
- Николай Бескид (1883—1947), священник, историк.